# テルグ語映画
テルグ語映画（テルグごえいが、Telugu cinema）は、インドの映画のうちテルグ語で製作された映画であり、テランガーナ州に拠点を置く映画産業を指す。「トリウッド(Tollywood)」の通称で知られ、ハイデラバード近郊のフィルムナガルで多くの映画が製作されている。1909年以降、映画製作者ラグパティ・ヴェンカイアー・ナイドゥは短編映画を製作して興行のためインドやアジア各地を巡業し、1921年には初のテルグ語サイレント映画『Bhishma Pratigna』を製作した。この功績により、ラグパティは「テルグ語映画の父」と称されている。インドの映画産業としては、ボリウッドに次いで2番目の規模を誇る。2020年から2021年の累積興行収入は、コロナによる映画館閉鎖の影響が地域ごとに異なっていたこともあってボリウッドを上回っている。

## 概要
1933年に東インド映画会社が『Savitri』を製作した。同作はマイラヴァラム・バーラー・バーラティ・サマジャムの舞台劇を原作としており、「テルグ語演劇の父」と呼ばれるC・プライヤーが監督、ヴェムリ・ガッガイアーとダサーリ・ラーマティラカムが主演を務めており、100万ルピーの製作費を投じてカルカッタで撮影された。映画は第2回ヴェネツィア国際映画祭で名誉賞を受賞している。
1936年に南インド初の映画スタジオとなるドゥルガ・シネトーンが、ニーダマルティ・スライアーによってラージャムンドリーに設立された。1951年に製作された『Pathala Bhairavi』は、翌1952年にムンバイで開催された第1回インド国際映画祭で上映された唯一の南インド映画となった。CNN-IBNが選ぶ「史上最高のインド映画100」には、テルグ語映画から『Patala Bhairavi』『Malliswari』『Devadasu』『幻想市場』『Nartanasala』『Maro Charitra』『Maa Bhoomi』『Sankarabharanam』『Sagara Sangamam』『Siva』がランクインしている。2005年、2006年、2008年、2014年はボリウッドを超えてインド最大の映画製作本数を記録した。
テルグ語映画産業のラモジ・フィルムシティは、世界最大の面積を持つ映画スタジオとしてギネス世界記録に登録されている。また、ハイデラバードにあるプラサードIMAXは世界最大の3DIMAXスクリーンを持つ映画館の一つであり、世界で最も注目を集める映画館でもある。同映画産業は著作権侵害に対抗するため、アメリカ映画協会との間に了解覚書を交わしている。2015年、2017年にアルカ・メディアワークスが製作した『バーフバリ 伝説誕生』『バーフバリ 王の凱旋』はインド最大の興行収入を記録した多言語映画であり、合計興行収入は200億ルピーを超えている。『バーフバリ 王の凱旋』は、インド映画として初めてサターン国際映画賞を受賞している。

## テルグ語映画の誕生

### 黎明期
テルグ語映画の歴史は1912年のサイレント映画から始まり、1921年に最初のテルグ語サイレント映画『Bhishma Pratigna』が製作された。同作は「テルグ語映画の父」ラグパティ・ヴェンカイアー・ナイドゥとラグパティ・スーリヤ・プラカーシュ・ナイドゥ父子によって製作された。また、スーリヤ・プラカーシュはヤーラグーディパティ・ヴァラーダ・ラオと共に『Nandanar』『Gajendra Moksham』『Matsyavatar』を製作し、宗教的人物・寓話・倫理をテーマとするテルグ語映画製作の流れを確立した。1935年にゴットゥムカーラ・ジャガナーダ・ラージュがヴィシャーカパトナムにアーンドラ・シネ・トーンを設立し、同年『Jagadamba』を製作してデジタルシアター・サウンドを披露した。

### トーキー映画の登場
テルグ語映画初の全編トーキー映画『Bhakta Prahlada』は、南インド映画初のトーキー映画『Kalidas』の監督H・M・レッディによって製作され、同作が完成した1931年9月15日は「テルグ語映画の日(Telugu Film Day)」として認知されるようになった。トーキー映画は大衆の人気を集め、1934年公開の『Lava kusa』で初めて南インド映画は興行的な成功を収めた。C・プライヤーが監督、スリランジャニが主演を務めた同作は記録的な観客動員数となり、勃興したばかりの映画産業を主流文化へと成長させた。1936年ごろまでに観客は映画が宗教的・神話的テーマから離れることを許容するようになり、同年にクリティヴェンティ・ナゲシュワラ・ラオが製作した『Prema Vijayam』では社会問題がテーマに取り上げられ、同作の成功は数多くの社会派映画の登場を促した。1939年公開の『Vande Mataram』では嫁荷が取り上げられるなど人々の慣習に焦点を当てるようになり、1937年から1947年の間に製作された96作品中29作品が社会問題をテーマとした映画となっている。
1938年にグーダヴァーリ・ラーマブラーフマンが製作した『Mala Pilla』では、インド独立以前の不可触民改革運動が取り上げられた。彼は翌1939年にべラリー・ラガヴァ主演の『Raithu Bidda』を製作しており、同作では農民の台頭を通してイギリス領インド帝国のザミーンダーリー制度を批判したため、英印政府によって上映禁止処分を受けた。1940年にはヤーラグーディパティ・ヴァラーダ・ラオが監督、チットゥール・V・ナガイアーが主演を務めた『Viswa Mohini』が公開され、同作はインド映画界を描いた最初の映画となった。1951年公開の『Malliswari』はアジア太平洋映画祭で上映された他、1953年3月14日に中華人民共和国で中国語字幕付きで公開され、アメリカ合衆国では16mmフィルム版が公開された。同作は後にダーダーサーヘブ・パールケー賞受賞者となるB・N・レッディが監督している。
第二次世界大戦の勃発とそれに伴う物資不足により、英印政府は1943年に映画のフィルムストリップの使用限度を1万1000フィートまでと定め、それ以前の平均使用量2万フィートを大きく下回ることになった。その結果、大戦中に製作された映画の本数は大戦勃発以前よりも減少したが、この直前にインド映画界に大きな変化が起きていた。それは独立スタジオの形成、スタジオと俳優の専属出演契約、社会派映画の衰退と神話映画の再興という三つの変化である。1944年にガンタサラ・バーララーマイアーが製作した神話映画『Seeta Rama Jananam』が公開され、後にテルグ語映画のスター俳優となるアッキネーニ・ナゲシュワラ・ラオがテルグ語映画デビューを果たした。

## 産業構造

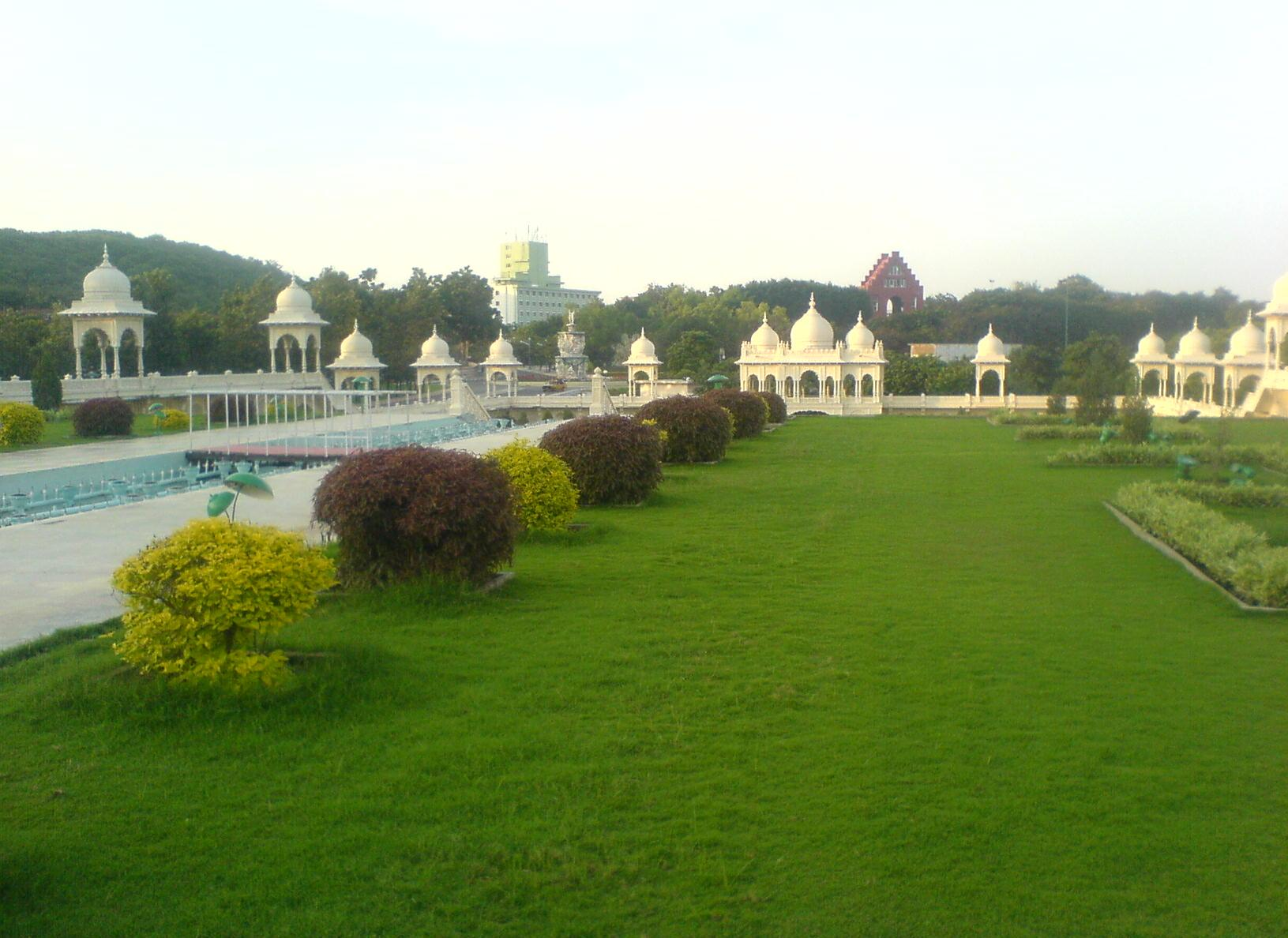
ラモジ・フィルムシティ内に作られたムガル庭園のセット

1948年にムーラ・ナーラーヤナ・スワーミとボーミレッディ・ナラシンハ・レッディは、マドラス（現チェンナイ）にヴィジャヤ・ヴォーヒニ・スタジオを設立した。また、1956年にはインド映画界の重鎮L・V・プラサードが同地にプラサード・スタジオを設立している。その後、永らく産業拠点はマドラスに置かれていたが、1960年代にアッキネーニ・ナゲシュワラ・ラオがハイデラバードへの拠点移行を始め、俳優から政治家に転身したN・T・ラーマ・ラオがアーンドラ・プラデーシュ州首相を務めていた1980年代後半から1990年代初頭にかけて、D・V・S・ラージュの尽力により産業拠点は完全にハイデラバードに移行した。ハイデラバードに拠点を移したアッキネーニは、同地にアンナプルナ・スタジオを設立している。テルグ語映画はインド3大映画産業の一つに挙げられ、2006年には245本のテルグ語映画が製作された。また、ダッグバーティ・ラーマナイドゥとラーモージ・ラーウが整備したハイデラバードの映画スタジオは、テルグ語映画界に豊富な製作環境と雇用を生み出した。インド映画は言語ごとに産業が細分化されており、興行的な成功を収めたテルグ語映画の多くがボリウッド、西ベンガル映画でリメイクされている。
デジタルシネマ・ネットワークを手掛けるUFOムービーズは、テルグ語映画配給地域にある複数の映画館をデジタイズした。テルグ語映画界には映画製作者や俳優を養成するためテランガーナ州映画テレビ研究所、アーンドラ・プラデーシュ州映画テレビ研究所、ラーマナイドゥ映画学校、アンナプルナ・インターナショナル・スクール・オブ・フィルム&メディアなどの映画学校が存在する。テルグ語圏には約2800の劇場が存在しており、これはインド各州の中でも最大規模を誇る数である。テルグ語映画界で最も権威のある映画賞として、映画、舞台、ドラマを表彰するナンディ賞があり、アーンドラ・プラデーシュ州政府の管轄下にある映画・テレビジョン・シアター開発公社が主催している。

## ヒット作
テルグ語映画は商業スタンスの一貫した映画産業として知られており、そのスタンスはインドの商業映画に多大な影響を与えた。テルグ語映画は莫大な収益を生み出す産業であり、その割合はテルグ語圏の国内総生産の1%を占めている。1992年にK・ラーガヴェンドラ・ラーウが製作した『ならず者の婿殿』は、テルグ語映画として初めて1億ルピーの興行収入を記録した。
2006年公開の『Bommarillu』は72枚のコピーフィルムが各国で上映され、好評を得た同作のフィルムは最終的に100巻作成された。同作は公開初週に5000万ルピーの興行成績を収め、アメリカでは6大都市で上映され、公開4日以内に7万3200ドルの興行収入を記録している。アメリカでは在米インド人6万5000人が同作を鑑賞し、3000万ルピーの収益を上げている。同作の累計興行収入は2億5000万ルピー（海外興行収入は3500万ルピー）を記録し、当時のテルグ語映画で最高額の興行収入となった。この成功を受け、同作はタミル語、ベンガル語、オリヤー語、ヒンディー語でリメイクされている。同年公開の『Pokiri』も興行的な成功を収め、その後2年間の間にヒンディー語、タミル語、カンナダ語でリメイクされ、国際インド映画アカデミー賞で上映されている。

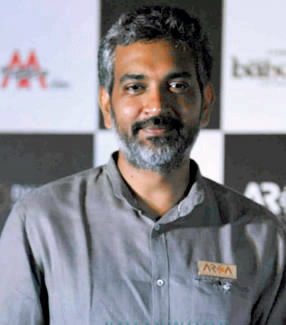
「テルグ語映画のヒットメーカー」S・S・ラージャマウリ

2009年公開の『マガディーラ 勇者転生』は批評家から高く評価され、海外興行収入7億8100万ルピーを記録するなど最も成功したテルグ語映画の一つに挙げられている。2011年公開の『Dookudu』はアメリカでは79スクリーンで上映され、ロサンゼルス・タイムズは「前代未聞の最大のヒット」と批評した。同作はインド北部、東部、西部地域の21都市でも上映された。最終的な興行収入は10億ルピーを記録している。同年公開の『Anaganaga O Dheerudu』はウォルト・ディズニー・ピクチャーズとの共同製作作品となり、同社が南インド映画に初めて参入した。
2012年公開の『マッキー』は、吹替版も含めて12億5000万ルピーの興行収入を記録した。2013年公開の『Attarintiki Daredi』は公開3週間の海外興行収入7億9800万ルピーを記録し、当時のテルグ語映画最大の海外興行収入となった。2014年公開の『1: Nenokkadine』『Aagadu』は、同年公開のボリウッド映画『クリッシュ』『Kick』と並び、アメリカでの公開初週末の興行記録を樹立した。デジタル技術や特殊効果などの技術発展に伴い、テルグ語映画の技術水準は格段に向上し、これらの特殊効果を多用した『マガディーラ 勇者転生』『Arundhati』『マッキー』『Damarukam』などのブロックバスター作品を生み出した。
2015年公開の『バーフバリ 伝説誕生』は特殊効果、プロダクションデザイン、叙事詩的内容、背景音楽が批評家から高く評価された。同作は当時最も成功したインド映画となり、累計興行収入65億ルピーを記録して南インド映画最大のヒット作となり、ヒンディー語吹替版が製作された非ヒンディー語映画として初めて10億ルピーの興行収入を記録し、さらに当時最大の興行収入を記録したテルグ語映画となった。また、サターンファンタジー映画賞にもノミネートされている。

## 評価
テルグ語圏出身の著名な映画批評家としてヴァシラージュ・プラカーサム、K・N・T・サストリーが挙げられる。テルグ語映画は民話やファンタジー、神話、メロドラマを製作する最大の映画産業の一つであり、これらのジャンルのパイオニアとしてカディル・ヴェンカータ・レッディ、B・ヴィッタラチャールヤ、コーディー・ラーマクリシュナが挙げられる。1950年代に開催されたインド国際映画祭では、『幻想市場』『Pathala Bhairavi』が批評家から高く評価された。1956年公開の『Tenali Ramakrishna』は国家映画賞の全インド褒状を受賞しており、IBN Liveは2013年に同作を「歴代最高のインド映画」に挙げている。
1963年公開の『Nartanasala』はアフロ・アジア映画祭で最優秀美術監督賞を受賞しており、カディル・ヴェンカータ・レッディが製作した『Donga Ramudu』はインド映画テレビ研究所にアーカイブされている。『Nammina Bantu』はサン・セバスティアン国際映画祭で批評家から高く評価され、1967年公開の『Ummadi Kutumbam』はインド映画連盟によってモスクワ国際映画祭へのエントリー作品の一つに選ばれた。1968年公開のカルト映画『Sudigundalu』はタシュケント・モスクワ映画祭で上映されている。
1980年公開の『Sankarabharanam』は、翌1981年にブサンソン映画祭で観客賞を受賞しており、2002年公開の『Thilaadanam』は第7回釜山国際映画祭でニューカレンツ賞を受賞している。1980年公開の『Maa Bhoomi』はカルロヴィ・ヴァリ国際映画祭とシドニー映画祭で上映され、監督のB・ナルシング・ラオはモスクワ国際映画祭で映画賞を受賞した『Daasi』『Matti Manushulu』も監督しており、『Maa Ooru』はハンガリー国際ビジュアルアート祭でメディア・ウェーブ・アワードを受賞した。また、彼は第56回カンヌ国際映画祭の批評家週間部門にノミネートされた『Hari Villu』も監督している。1988年にM・V・ラグーは『Kallu』を製作してインド30州で映画賞を受賞し、中央映画認証委員会からも特別賞を授与されている。チャンドラ・シッダールタが製作した『Nirantharam』は、ロカルノ国際映画祭で特別賞を受賞している。
バープが製作した『Sakshi』は、1968年にタシュケント国際映画祭に出品された。彼が1976年に製作した『Sita Kalyanam』はロンドン映画祭、シカゴ国際映画祭で批評家から絶賛され、同作は英国映画協会のカリキュラムの一つとなった。1986年公開の『Swati Mutyam』は、テルグ語映画として唯一アカデミー外国語映画賞のインド代表作品に選ばれており、『Sagara Sangamam』と共にアジア太平洋映画祭で批評家から高い評価を得た。1977年公開の『Oka Oori Katha』はカルロヴィ・ヴァリ国際映画祭、カルタゴ映画祭で特別賞を受賞した。2006年公開の『Vanaja』はシカゴ国際児童映画祭で複数の賞を受賞している。2012年公開の『Dream』はカナダ国際映画祭でロイヤル・リール賞を受賞している。
2012年公開の『マッキー』は、トロント・アフター・ダーク映画祭で9つの賞を受賞している。2013年公開の『Naa Bangaaru Talli』はデトロイトのトリニティ国際映画祭で最優秀作品賞、インドネシア国際映画祭で4つの賞を受賞している。2014年公開の『Minugurulu』は、バンガロールの第9回インド国際児童映画祭で最優秀インド映画賞を受賞した。『O Friend, This Waiting!』はインド・アメリカ美術評議会から特別賞を授与されており、『Parampara』は国際インドネシア映画賞の最優秀長編映画賞を受賞している。

## テルグ語映画の人材

### 映画製作者・俳優
チットゥール・V・ナガイアーは、最も影響力のある南インド映画の俳優とされている。テルグ語映画黄金時代のスター俳優としてヴェムリ・ガッガイヤー、カリヤーナム・ラーグラーマイアー、ラージャナラ・ナゲシュワラ・ラオ、C・S・R・アンジャネユル、ヤーダヴァリ・スーリヤナーラーヤナ、C・H・ナーラーヤナ・ラオ、ムーディゴンダ・リンガムルティなどが挙げられる。S・V・ランガ・ラオは、『Nartanasala』の演技でインドネシア映画祭の主演男優賞を受賞した最初の南インド俳優となった。黄金時代に最も成功した俳優にはアッキネーニ・ナゲシュワラ・ラオとN・T・ラーマ・ラオが挙げられており、K・N・T・サストリーとパッタビラーマ・レッディ・チカヴァラプはパラレル映画におけるパイオニア俳優として知られている。アードゥルティ・スッバ・ラオはドラマ映画におけるパイオニア俳優として、国家映画賞で7つの賞を受賞しており、アッキネーニ・クトゥンバ・ラオは『Patha Nagaramlo Pasivadu』を製作してカイロ国際映画祭の作品賞を受賞した。
ダサリ・ナーラーヤナ・ラーオは最も多くのテルグ語映画を監督した人物であり、『Meghasandesam』はカンヌ国際映画祭とモスクワ国際映画祭で高い評価を得ている。B・S・ナーラーヤナは1974年のタシュケント映画祭と1975年のモスクワ国際映画祭のインド代表団の一員を務め、V・N・レッディ、K・S・プラサード、ジャヤー・クリシュナ・グンマーディはテルグ語映画における撮影監督のパイオニアであり、複数の言語のインド映画での活動が知られている。ダサリ・ナーラーヤナ・ラーオが製作した『Tandra Paparayudu』は第11回インド国際映画祭で上映されている。クリシュナはテルグ語映画初のシネマスコープ映画（『Alluri Seetarama Raju』）、70mmフィルム映画（『Simhasanam』）、DTS映画（『Telugu Veera Levara』）で主演・監督を務めるなどテルグ語映画の技術革新に関わり、また西部劇や『007シリーズ』のスタイルをテルグ語映画に取り入れたことで知られている。
リーランギ・ヴェンカータ・ラーマイヤーとラーマーナ・レッディは黄金時代の2大喜劇俳優として知られている。1980年代にジャンディヤーラが監督として台頭すると、テルグ語映画におけるコメディ映画のジャンルが著しい成長を見せた。その後、シンギータム・シュリニヴァサ・ラオとラーム・ゴーパール・ヴァルマは新しいジャンルを開拓して国際的に認められるようになった。この他にシェーカル・カンムラ、チャンドラ・シェーカル・イェレティ、モーハン・クリシュナ・インドラガンティ、デーヴァ・カッタ、ニーラカンタ、ナラシンハ・ナイドゥなどの若手映画製作者がインド国際映画祭パノラマ部門で評価を得ている。編集技師のA・シュリーカル・プラサードは1980年代から複数の言語のインド映画で活動しており、映画編集の第一人者として知られている。
S・V・ランガ・ラオ、N・T・ラーマ・ラオ、ジャッガイヤー、カンタ・ラオ、バーヌマティ、スーリヤカンタム、グンマディ・ヴェンカテーシュワラ・ラオ、サヴィトリ、クリシュナ・G、クリシュナム・ラージュ、ショーバン・バーブは主演俳優としての活動が評価されラシュトラパティ賞を授与されている。グンマディ・ヴェンカテーシュワラ・ラオは1978年と1982年のタシュケント映画祭ではインド代表団の一員を務め、第28回国家映画賞、第33回国家映画賞、第39回国家映画賞では選考委員を務めた。スリ・スリはサヒティヤ・アカデミー賞や国家映画賞 作詞賞、ソビエト・ランド・ネルー賞を受賞するなど、最も影響力のある作詞家の一人だった。
シャラダ、アルチャナ、ヴィジャヤシャーンティ、ローヒニ、アッキネーニ・ナーガールジュナ、P・L・ナーラーヤナは演技を評価されて国家映画賞を受賞している。「メガスター」として知られるチランジーヴィは、IBN-liveの「The men who changed the face of the Indian Cinema」の一人に選ばれており、ブラフマーナンダムは最も多くの映画に出演した俳優としてギネス世界記録に登録されている。特殊効果を手掛ける第一人者としてはピート・ドレイパー、P・C・サナス、チャクリ・トレティ、V・スリニヴァス・モハンが知られている。

### 作曲家・歌手
スサラ・ダクシナムルティ、パルパリ・ラーマクリシュナイアー、オギラーラ・ラーマチャンドラ・ラオ、ピサプラーム・ナゲシュワラ・ラオ、スーリヤクマリ、M・バーラムラーリクリシュナは、南インド映画において影響力のある作曲家として知られている。ペンディヤーラ・ナゲシュワラ・ラオ、R・スダルシャナム、R・ゴヴァルダナムは民話映画や神話映画の作曲を多く手掛けている。
マーダヴァペッディ・サティヤム、P・アディナーラーヤナ・ラオ、ガーリ・ペンチャラ・ナラシンハ・ラオ、チェラピッラ・サティヤム、P・B・スリーニヴァス、S・P・コーダンダパニ、G・K・ヴェンカテーシュ、S・ハヌマンサ・ラオは社会派映画で多く活躍している。S・P・バーラスブラマニアムはプレイバックシンガーとして4つの言語で国家映画賞を受賞しており、ナンディ賞も受賞している。S・ナジェシュワラ・ラオはテルグ語映画に軽音楽を取り入れた人物であり、ジェミニ・スタジオで10年間活動した。ガンタサーラはアメリカやイギリス、ドイツで活動し、その才能を賞賛されている。P・スシーラはインドの言語で最も多くの歌を歌った歌手としてギネス世界記録やアジアブック・オブ・レコードに登録されており、国家映画賞 女性プレイバックシンガー賞を5回受賞している。この他にS・ジャーナキ、M・M・キーラヴァーニ、パスプレティ・ラメーシュ・ナイドゥが知られている。ラージ＝コーティは10年以上にわたり活動し、現代音楽を再定義したことで高く評価されている。R・P・パトナイクはテルグ語映画音楽協会の会長を務めている。

## 配給
2012年時点で配給記録を保持していたのは、世界1600スクリーン（ハイデラバード71スクリーン含む）で公開された『Dookudu』だった。同作はボツワナで公開された最初のテルグ語映画であり、アメリカでは79劇場で公開され「前代未聞の最大のヒット」と批評された。また、オランダ、ドイツ、南アフリカ共和国、ドバイ、フィンランド、シンガポール、マレーシア、イギリスでも公開されており、著作権侵害を防ぐためインドの高等裁判所にジョン・ドゥー法令を申請している。同作は累計興行収入10億ルピーを記録している。『バーフバリ 伝説誕生』海外配給版は中国、日本、大韓民国、台湾、インドネシア、タイ王国、ベトナム、ラオス、カンボジア、ミャンマー、東ティモールなどのアジア諸国の他、ヨーロッパやラテンアメリカでも公開された。
テルグ語映画の収益の50%以上がニザーム地域に集中していると配給会社は分析している。海外市場からの収益の大半はアメリカが占めている。

### 配給地域
| 地域名                               | 該当領域 |
| ------------------------------------ | --- |
| ニザーム地域 (Nizam)                 | テランガーナ州、ライチュール県、コッパル県                                                                           |
| シーデッド地域 (Ceeded)              | ラヤラシーマ、マルカプール歳入区、ベラーリー県                                                                       |
| ヴィザーグ地域 (Vizag)               | ヴィシャーカパトナム県、シュリーカークラム県、ヴィジャヤナガラム県                                                   |
| 東部地域 (East)                      | 東ゴーダーヴァリ県                                                                                                   |
| 西部地域 (West)                      | 西ゴーダーヴァリ県                                                                                                   |
| クリシュナ地域 (Krishna)             | クリシュナ県 |
| グントゥール地域 (Guntur)            | グントゥール県、オンゴーレ歳入区                                                                                     |
| ネルール地域 (Nellore)               | ネルール県、カンドゥーカル歳入区                                                                                     |
| カルナータカ地域 (Karnataka)         | カルナータカ州（ライチュール県、コッパル県、ベラーリー県を除く）、クリシュナギリ県                                   |
| タミル・ナードゥ地域 (Tamil Nadu)    | タミル・ナードゥ州（クリシュナギリ県を除く）                                                                         |
| オリッサ地域 (Odisha)                | オリッサ州 |
| ムンバイ地域 (Mumbai)                | マハーラーシュトラ州、グジャラート州、ゴア州                                                                         |
| その他の地域 (Rest of India)         | 上記以外のインド各州                                                                                                 |
| 海外主要地域 (Oversea's)             | アメリカ合衆国、カナダ、イギリス、南アフリカ共和国、ドバイ、オランダ、ドイツ、フィンランド、マレーシア、シンガポール |
| その他の海外地域 (Rest of the world) | 上記以外の各国 |

## 受賞記録

### ギネス世界記録
| 記録保持者                     | 認定理由                                                                                        | 出典                    |
| ------------------------------ | ----------------------------------------------------------------------------------------------- | ----------------------- |
| ラモジ・フィルムシティ         | 世界最大の土地を持つ映画スタジオとして認定（所有面積1666エーカー）。                            | [ 20 ] [ 199 ]          |
| ダッグバーティ・ラーマナイドゥ | 世界で最も多くの映画をプロデュースした映画プロデューサーとして認定（プロデュース作品数130本）。 | [ 200 ]                 |
| ダサリ・ナーラーヤナ・ラーオ   | 世界で最も多くの映画を監督した映画監督として認定（監督作品数151本）。                           | [ 201 ]                 |
| ブラフマーナンダム             | 単一言語の映画に世界で最も多く出演した映画俳優として認定（出演作品数1000本以上）。              | [ 171 ] [ 172 ] [ 202 ] |
| S・P・バーラスブラマニアム     | 世界で最も多くの歌を歌った男性プレイバックシンガーとして認定。                                  | [ 203 ] [ 204 ] [ 205 ] |
| ヴィジャヤ・ニルマラ           | 世界で最も多くの映画を監督した女性映画監督として認定（監督作品数44本）。                        | [ 206 ]                 |
| P・スシーラ                    | 世界で最も多くの歌を歌った女性プレイバックシンガーとして認定。                                  | [ 184 ]                 |

### 国家映画賞長編映画賞
| 受賞年 | 受賞作品            | 製作者                                            | 映画賞名                   | 出典    |
| ------ | ------------------- | ------------------------------------------------- | -------------------------- | ------- |
| 1956年 | Tenali Ramakrishna  | B・S・ランガ                                      | 全インド褒状               | [ 16 ]  |
| 1963年 | Nartanasala         | C・ラクシュミ・ラージャム                         | 国家映画賞 第2位優秀映画賞 | [ 207 ] |
| 1992年 | Bhagavad Gita       | T・スッバラーミ・レッディ                         | 国家映画賞 長編映画賞      | [ 208 ] |
| 2015年 | バーフバリ 伝説誕生 | ショーブ・ヤーララガッダ アルカ・メディアワークス | 国家映画賞 長編映画賞      | [ 209 ] |

### ダーダーサーヘブ・パールケー賞
| 受賞年 | 受賞者                           | 出典    |
| ------ | -------------------------------- | ------- |
| 1974年 | B・N・レッディ                   | [ 210 ] |
| 1980年 | パイディ・ジャイラージ           | [ 210 ] |
| 1982年 | L・V・プラサード                 | [ 210 ] |
| 1986年 | B・ナギ・レッディ                | [ 210 ] |
| 1990年 | アッキネーニ・ナゲシュワラ・ラオ | [ 210 ] |
| 2009年 | ダッグバーティ・ラーマナイドゥ   | [ 210 ] |
| 2016年 | K・ヴィシュワナート              | [ 211 ] |

## 主な映画賞
- ナンディ賞
- ラグパティ・ヴェンカイアー賞
- CineMAA賞（英語版）
- ゴラプディ・スリニヴァサ賞（英語版）
- FNCC賞（英語版）
- サントーシャム南インド映画賞
- ANRナショナル・アワード